# Sitarovci
Sitarovci este o localitate din comuna Ljutomer, Slovenia, cu o populație de 31 de locuitori.